# Garchitorena
Garchitorena è una municipalità di quarta classe delle Filippine, situata nella Provincia di Camarines Sur, nella Regione del Bicol.
Garchitorena è formata da 23 baranggay:
- Ason (Anson)
- Bahi
- Barangay I (Pob.)
- Barangay II (Pob.)
- Barangay III (Pob.)
- Barangay IV (Pob.)
- Binagasbasan
- Burabod
- Cagamutan
- Cagnipa
- Canlong
- Dangla

- Del Pilar
- Denrica
- Harrison
- Mansangat
- Pambuhan
- Sagrada
- Salvacion
- San Vicente
- Sumaoy
- Tamiawon
- Toytoy